# Anna Ahlström
Anna Sofia Charlotta Ahlström, född 19 juli 1863 i Hedvig Eleonora församling, död där 12 oktober 1943, var en svensk lärarinna och rektor. År 1902 grundade hon Nya Elementarskolan för flickor – Ahlströmska skolan – i Stockholm. Hennes far var storbyggmästaren Johan Ahlström.

## Biografi
Anna Ahlström tog studentexamen 1885 vid Wallinska skolan i Stockholm och fortsatte sina studier i Uppsala universitet och tog filosofie kandidat-examen 1891. Hon reste i Italien och Frankrike. Året efter studenten bodde hon i Paris. Hon studerade moderna språk i Paris, London och Berlin och disputerade 1899, då hon blev filosofie doktor i Uppsala. Hon var en av de första kvinnorna som fick doktorsgrad i Sverige, Sveriges första kvinnliga doktor i romanska språk (1899). Sin avhandling om Gustave Flauberts språk skrev hon på franska i Frankrike. Före doktorsexamen undervisade hon från år 1893 hon vid åtskilliga flickskolor i Stockholm. När hon inte fick söka lektorstjänst beslöt hon att grunda en egen flickskola. Efter doktorsexamen upprättade hon 1902 Nya Elementarskolan för flickor i Stockholm och började undervisningen av flickor höstterminen 1903, först i sin egen våning på Jungfrugatan 17, och några månader senare i olika skollokaler på Kommendörsgatan på Östermalm, bl.a. på Kommendörsgatan 25 (undervisning för 15 flickor och en gosse). När Anna var nästan 50 år gammal flyttade hon och Ellen Terserus in i en gemensam lägenhet på Sibyllegatan och 10 år senare flyttade de till en stor våning i själva skolhuset (Kommendörsgatan/Artillerigatan). Anna Ahlström är begravd på Norra begravningsplatsen utanför Stockholm.

### Ahlströmska skolan
År 1902 grundade Anna Ahlström skolan Nya Elementarskolan för flickor – eller mera allmänt Ahlströmska skolan. Anna Ahlström tillhörde den första generationens akademiskt bildade kvinnor som kring år 1900 började erövra positioner i det offentliga livet. Samhället vid denna tid var "männens värld". I stort sett ansågs alla poster vara förbehållna män vid denna tid. År 1902, då hon grundade Ahlströmska skolan, var hon 39 år gammal.
Anna Ahlström blev rektor för skolan. Hon beskrivs som en mycket rättvis och bra lärare, sägs det, med en humor som inte riktigt förstods av yngre elever. Hon undervisade i bland annat latin och franska.
Anna Ahlström var en klarsynt, initiativrik rektor på Ahlströmska skolan – Nya Elementarskolan för flickor i början av 1900-talet. Skolan var inrymd i huset på Kommendörsgatan 29. Enligt Nordisk Familjebok från 1922 omfattade skolan 3 förberedande klasser (gossar och flickor), 8 skolklasser (8-klassig flickskola) och 4 gymnasieringar (4-årigt gymnasium med latinlinje eller reallinje) med sammanlagt 410 elever. Skolan hade avgångsexamensrätt (studentexamensrätt) eller dimissionsrätt som det hette. 1922 var skolan ännu inrymd i huset på Kommendörsgatan 29, men till höstterminen 1926 kunde man flytta in i de nya lokalerna på Kommendörsgatan 31. De 8 skolklasserna motsvarade de senare "kommunala flickskolorna" och gav normalskolekompetens. Eleverna på det allmänna gymnasiet kunde ta studentexamen på latinlinjen eller på reallinjen. (Den allmänna linjen infördes först under 1950-talet.)

### Livskamraten Ellen Terserus
År 1907 anställde Anna Ahlström den några år yngre läraren Ellen Terserus (1867–1943), som blev skolans föreståndare. Ellen Terserus hade akademiska examina från England och USA. Anna Ahlström styrde denna friskola tillsammans med sin livskamrat med samma bakgrund, Ellen Terserus. Båda avled 1943. Ahlström och Terserus flyttade ihop i en gemensam bostad intill läroverket i fastigheten på Artillerigatan 51. Ellen Terserus är begravd på Östra kyrkogården i Göteborg.

## Anna Ahlströms och Ellen Terserus Stiftelse
Skolan levde kvar som privatskola till 1973. Då blev Ahlströmska skolan kommunaliserad och ingick i det vanliga skolväsendet till skillnad från flera andra friskolor, som avvecklades. År 1983 upphörde Ahlströmska skolan och Anna Ahlströms och Ellen Terserus Stiftelse inrättades efter försäljning av skolan till Stockholms universitet. Idag förvaltar stiftelsen de medel skolan skapade och delar ut stipendier till kvinnliga forskare. Anna Ahlström och Ellen Terserus testamenterade all sin kvarlåtenskap inklusive sina andelar i Nya Elementarskolan för flickor till denna särskilda stiftelse. Stipendier delas ut till kvinnor för högre utbildning vid humanistisk-samhällsvetenskapliga fakulteten vid Stockholms universitet i form av tvååriga forskningsstipendier samt bidrag till "ensamma ogifta damer, däri inbegripna även ensamma änkor och frånskilda eller äkta makar, som är i behov av understöd samt bosatta inom Hedvig Eleonora församling".